# دیدارهای فوتبال ایران و بنگلادش
تیم ملی ایران و تیم ملی بنگلادش  تاکنون ۶ بار در مقابل یکدیگر قرار گرفته‌اند. حاصل این بازیها، ۶ پیروزی برای ایران بوده است 
در این بازیها جمعا ۲۹ گل به ثمر رسیده است که سهم ایران  ۲۸ گل و سهم بنگلادش ۱ گل میباشد

## اولین بازی
اولین بازی بین این دو تیم در تاریخ ۳۱ شهریور ۱۳۵۹ از سری مسابقات جام ملت‌های آسیا ۱۹۸۰ برگزار شد که با نتیجه ۷ بر ۰ به سود تیم ملی ایران تمام شد.
در این بازی بهتاش فریبا موفق به زدن چهار گل و ثبت اولین پوکر در جام ملتهای آسیا شد

## بهترین برد
بهترین برد تیم ملی ایران در برابر تیم ملی بنگلادش کسب نتیجه ۹ بر ۰ میباشد که در سال ۱۳۶۰ حاصل شده است

## بررسی کلی بازیها
| بردهای ایران   | ۶ بازی |               | گل‌های ایران | ۲۸ گل                            |        | بازی‌های برگزار شده در ایران | ۱ بازی |
| مساوی          | ۰ بازی | گل‌های بنگلادش | ۱ گل        | بازی‌های برگزار شده در کشور بی‌طرف | ۴ بازی |                             |        |
| بردهای بنگلادش | ۰ بازی |               |             | بازی‌های برگزار شده در بنگلادش    | ۱ بازی |                             |        |
| مجموع بازی‌ها   | ۶ بازی | مجموع گل‌ها    | ۲۹ گل       | مجموع بازی‌ها                     | ۶ بازی |                             |        |

## عنوان بازیها
| #   | عنوان بازی              | تعداد بازی | برد ایران | برد بنگلادش | مساوی |
| --- | ----------------------- | ---------- | --------- | ----------- | ----- |
| ۱   | مقدماتی جام جهانی       | ۲          | ۲         | -           | -     |
| ۲   | جام ملتهای آسیا         | ۱          | ۱         | -           | -     |
| ۳   | مقدماتی جام ملتهای آسیا | ۱          | ۱         | -           | -     |
| ۴   | المپیک آسیایی           | ۱          | ۱         |             |       |
| ۵   | دوستانه                 | ۱          | ۱         | -           | -     |
| جمع | جمع                     | ۶          | ۶         | -           | -     |

| عملکرد دو تیم در بازیهای رسمی | عملکرد دو تیم در بازیهای رسمی | عملکرد دو تیم در بازیهای رسمی | عملکرد دو تیم در بازیهای رسمی |
| ----------------------------- | ----------------------------- | ----------------------------- | ----------------------------- |
| بازی                          | برد ایران                     | برد بنگلادش                   | مساوی                         |
| ۵ بازی                        | ۵ بازی                        | ۰ بازی                        | ۰ بازی                        |

## میزبان و میهمان
| بازیهایی که در ایران برگزار شده است       | بازیهایی که در ایران برگزار شده است | بازیهایی که در ایران برگزار شده است | بازیهایی که در ایران برگزار شده است |
| تیم                                       | برد                                 | مساوی                               | باخت                                |
| ----------------------------------------- | ----------------------------------- | ----------------------------------- | ----------------------------------- |
| ایران                                     | ۱                                   | ۰                                   | ۰                                   |
| بنگلادش                                   | ۰                                   | ۰                                   | ۱                                   |
| بازیهایی که در بنگلادش برگزار شده است     |                                     |                                     |                                     |
| تیم                                       | برد                                 | مساوی                               | باخت                                |
| ایران                                     | ۱                                   | ۰                                   | ۰                                   |
| بنگلادش                                   | ۰                                   | ۰                                   | ۱                                   |
| بازیهایی که در کشوری بی‌طرف برگزار شده است |                                     |                                     |                                     |
| تیم                                       | برد                                 | مساوی                               | باخت                                |
| ایران                                     | ۴                                   | ۰                                   | ۰                                   |
| بنگلادش                                   | ۰                                   | ۰                                   | ۴                                   |

## فهرست کلی بازیها
| # | تاریخ      | نتیجه بازی          | شهر / ورزشگاه                      | عنوان بازیها                 | گلزنان |
| - | ---------- | ------------------- | ---------------------------------- | ---------------------------- | --- |
| ۱ | ۱۳۶۷/۱۲/۲۶ | ایران ۱ - ۰ بنگلادش | تهران، ایران، آزادی                | مقدماتی جام جهانی ۱۹۹۰       | صمد مرفاوی (۸۱) |
| ۲ | ۱۳۶۷/۱۲/۸  | ایران ۲ - ۱ بنگلادش | داکا، بنگلادش، ملی بنگلادش         | مقدماتی جام جهانی ۱۹۹۰       | کریم باوی (۴۴) – محمدحسن انصاری‌فرد (۵۰) **‌ اَسلام محمد (۷۰)                                                              |
| ۳ | ۱۳۶۵/۷/۲   | ایران ۴ - ۰ بنگلادش | دائجونگ، کره‌جنوبی، هانبَت استادیوم  | بازی‌های آسیایی ۱۹۸۶          | فرشاد پیوس (۶۱) – غلامرضا فتح‌آبادی (۸۲ و ۸۸) – سیروس قایقران (۸۹)                                                       |
| ۴ | ۱۳۶۳/۵/۱۶  | ایران ۵ - ۰ بنگلادش | جاکارتا، اندونزی، سینایان استادیوم | مقدماتی جام ملت‌های آسیا ۱۹۸۴ | ناصر محمدخانی (۶۵ و ۷۸ و ۸۱ و ۸۹) – حمید علیدوستی (۹۰)                                                                  |
| ۵ | ۱۳۶۰/۱۲/۶  | ایران ۹ - ۰ بنگلادش | کراچی، پاکستان                     | جام محمدعلی جناح             | علیرضا حیدری (۷ و ۳۸) – مهدی فریدی‌نیا (۲۲ و ۴۴) – ابراهیم طهماسبی (۵۸) عبدالعلی چنگیز (۶۶ و ۷۰) – کامل انجینی (۷۹ و ۸۸) |
| ۶ | ۱۳۵۹/۶/۳۱  | ایران ۷ - ۰ بنگلادش | کویت، کویت                         | جام ملت‌های آسیا ۱۹۸۰         | بهتاش فریبا (۱۱ و ۳۷ و ۸۰ و ۸۲) – حسن روشن (۲۱) عبدالرضا برزگری (۳۲ و ۸۷)                                               |

## گلزنان
کلا ۱۶ بازیکن ایرانی با پیراهن تیم ملی ایران موفق به زدن گل به تیم تیم ملی بنگلادش شده‌اند که بهترین گلزنان ایرانی در این بازیها ناصر محمدخانی و بهتاش فریبا با زدن چهار گل میباشند این دو بازیکن هر چهار گل خود را در یک بازی زده و موفق به ثبت پوکر (۴ گل در یک بازی) شده‌اند

### گلزنان ایران
- ۴ گل : ناصر محمدخانی – بهتاش فریبا
- ۲ گل : غلامرضا فتح‌آبادی – کامل انجینی – عبدالعلی چنگیز – مهدی فریدی‌نیا – علیرضا حیدری – عبدالرضا برزگری
- ۱ گل : صمد مرفاوی – کریم باوی – محمدحسن انصاری‌فرد – فرشاد پیوس – سیروس قایقران – حمید علیدوستی – ابراهیم طهماسبی – حسن روشن

### گلزنان بنگلادش
تنها گل تیم ملی بنگلادش در بازیهایش در برابر تیم ملی ایران توسط اَسلام محمد به ثمر رسیده است